# Bill Withers
William Harrison „Bill“ Withers mlađi (4. srpnja 1938. – 30. ožujka 2020.) bio je američki pjevač i tekstopisac aktivan na glazbenoj sceni od 1970. do 1985. godine. U svojoj relativno kratkoj karijeri osvojio je tri „Grammyja“ za pjesme Ain't No Sunshine, Just the Two of Us i Lean on Me. Snimio je ukupno osam studijskih albuma od kojih su dva, Still Bill i Menagerie, ostvarila zlatnu nakladu. Kompilacijski album, Greatest Hits, ostvario je isti uspjeh. Nagrađen je počasnim doktoratima dvaju fakulteta i primljen u Dvoranu slavnih virdžinijskih glazbenika.

## Životopis
Bill je rođen u Slab Forku, rudarskom naselju koje broji dvjestotinjak žitelja, kao najmlađe od šestero djece oca Williama Harrisona starijeg i majke Mattie Rose. Roditelji su mu se razveli kad je imao tri godine, nakon čega s majkom odlazi u petnaest kilometara udaljeni Beckley. U djetinjstvu imao je probleme s mucanjem i astmom. Kad je Bill imao trinaest godina, umro mu je otac. Četiri godine kasnije prijavljuje se u američku ratnu mornaricu i većinu vremena provodi u službi na Guamu, dalekom tihooceanskom otoku gdje u slobodno vrijeme pjeva po barovima. Kasnih šezdesetih, nakon devet godina u vojsci, Bill seli u Los Angeles gdje postavlja zahode na novoizgrađenim zrakoplovima te istovremeno potpisuje ugovor s neovisnom diskografskom kućom Sussex Records.

### Glazbena karijera
1970. godine Bill izdaje svoj prvijenac, nazvan Just As I Am, koji sadrži uspješnice poput „Ain't No Sunshine“, za koju osvaja prvi „Grammy“, i „Grandma's Hands“. Album, trajanja tek nešto više od pola sata, ubrzo je stekao kultni status kod kritike i slušateljstva. Withers osniva prateći glazbeni sastav i kreće na američku turneju, a nedugo zatim izdaje i drugi album, Still Bill, uradak koji je polučio izrazito uspješne „Lean on Me“ i „Use Me“ te zasjeo na prvo mjesto Billboardovih pop i R&B ljestvica. Uskoro su uslijedili nastup uživo u newyorškom Carnegie Hallu i izdanje trećeg albuma, nakon čega dolazi do prekida suradnje između Billa i kuće Sussex Records.
1975. godine potpisuje za diskografsku kuću Columbia Records, kojoj ostaje vjeran narednih deset godina, odnosno do kraja aktivnog bavljenja glazbom. U tom vremenu Bill izdaje pet novih albuma; komercijalno najuspješniji bio je Menagerie iz 1977., a sadržavao je i mnogo puta obrađivani klasik „Lovely Day“. Svoj drugi „Grammy“ osvaja 1981. za pjesmu „Just the Two of Us“ u duetu s Groverom Washingtonom. Četiri godine kasnije Withers javno obznanjuje povlačenje iz svijeta glazbe, iako 1987. osvaja još jednog „Grammyja“ u konkurenciji tekstopisca - Club Nouveau obradio je njegovu uspješnicu „Lean on Me“.

### Privatni život
Nakon propalog jednogodišnjeg braka s glumicom Denise Nicholas, Bill se 1976. oženio Marcijom Johnson i dobio dvoje djece, Todda i Kori.

## Vanjske poveznice
- Službena stranica  Arhivirana inačica izvorne stranice od 19. kolovoza 2010. (Wayback Machine)